# Giacomo Del Mauro
Giacomo Del Mauro (Napoli, 20 settembre 1960 – Avellino, 28 aprile 1987) è stato un ginnasta e pallamanista italiano.
Brillante e sfortunato sportivo campano al quale è stato intitolato il Palazzetto dello Sport di Avellino.
Nato a Napoli, ma cresciuto ad Avellino, Giacomo Del Mauro diventa nel 1978, due mesi prima di un tragico tuffo a mare che lo costringerà per il resto della vita sulla sedia a rotelle, vicecampione nazionale di ginnastica artistica ai Giochi della Gioventù, titolo che gli vale il riconoscimento di sportivo dell'anno della Provincia di Avellino.

Si dedica, nel frattempo, su invito dei compagni di scuola, anche alla pallamano, conquistando con la squadra della sua città la promozione dalla serie Serie D alla serie C e ottenendo la convocazione nella Nazionale Giovanile della squadra italiana juniores.

Nonostante la paralisi conseguente alla frattura delle vertebre cervicali, Giacomo ha la forza di prendere il brevetto di
allenatore, guidando nel 1980 i suoi compagni di squadra alla conquista della promozione in Serie B.

Muore a soli 27 anni e la città di Avellino decide di dedicare alla sua memoria il Palazzetto dello Sport.